# Dominio de la Florida Occidental Británica
El Dominio de la Florida Occidental Británica (Dominion of British West Florida) es una micronación separatista fundada en 2005 sobre la base de «una excéntrica interpretación de los acontecimientos históricos reales» y basada en la región litoral del Golfo de México de los Estados Unidos. Reclama el territorio de la colonia inglesa (que durante siglos fue previamente española y que después de una breve ocupación inglesa hasta 1780, volvió a ser española  hasta 1820 de iure )  de la Florida Occidental (llamada por el Reino Unido en inglés: West Florida en el siglo XVIII), que fue subsumida en los estados estadounidenses de Florida, Alabama, Luisiana y Misisipi.
El Dominio afirma que está «esforzándose para alcanzar el estatus de miembro de la Commonwealth»,  pero en realidad no ejerce ningún tipo de autoridad sobre el territorio que reclama, ni es reconocido por la Corona Británica y sus actividades están en gran parte limitadas a Internet.

## Historia de la región

Mapa de Florida Occidental de 1767.

En 1630, Carlos I de Inglaterra concedió la parte de América del Norte que comprende "desde la Virginia hasta Florida y hacia el oeste hasta el Gran Océano" a Robert Heath, fiscal general para Inglaterra y Gales.  Conocido como la Provincia de Carolina, Carlos II de Inglaterra reasignó esas tierras a un pequeño grupo de nobles en 1663. De 1682 a 1763, el área fue parte de la colonia francesa de Luisiana.  En 1763, como consecuencia del Tratado de París, los británicos consiguieron el control sobre el territorio. En 1779, España tomó parte en la Guerra de Independencia de los Estados Unidos y capturó Pensacola el 9 de mayo de 1781. El 3 de septiembre de 1783, el control de la región fue cedido a España por Gran Bretaña.
En 1810, hubo una sublevación de colonos anglosajones contra la administración española y declararon la independencia como República Independiente de Florida Occidental. Esta entidad duró 90 días, (23 de septiembre de 1810 - 10 de diciembre de 1810), hasta que sus fundadores aceptaron la declaración unilateral de anexión del Presidente James Madison (el 27 de octubre de 1810).

## Fundación de la micronación
Los fundadores de la micronación conocida como Dominio de la Florida Occidental Británica aseveran que la anexión a los EE. UU. fue ilegal, ya que en realidad el control de la región había escapado en 1808 de las manos de Carlos IV como consecuencia del desmantelamiento de la oficina del Rey. Ello comporta que el dominio regresase al Reino Unido y que el Tratado de París y la posterior transmisión de la colonia a los EE. UU. fuese inválida.  Esta interpretación de los hechos históricos no goza del respaldo de ningún historiador relevante.
El Dominio de la Florida Occidental Británica fue declarado en noviembre de 2005 por un sujeto conocido como Robert VII, Duque de Florida (tal y como obra en la Web de la micronación), con la finalidad de "reafirmar los derechos de Gran Bretaña" sobre la región. De la página Web se sobreentiende con dificultades que el duque Robert "heredó el título nobiliario del Dominio" en 1969, y "acceptó la posición de gobernador general" en 1994. Hasta la jubilación del duque Robert en 2007, el gobernador general en funciones ha sido Bo Register, un sistema informático y consultor de conexión de redes y antiguo miembro de los servicios de defensa estadounidenses. La micronación ha expedido sellos conmemorativos, sin utilidad postal alguna, y ha acuñado diferentes monedas de metal, producidas por Jorge Vidal, cuya denominación o divisa se basa en las libras y farthings (antigua moneda británica equivalente a un cuarto de penique).